# کریستوفر گریناپ
کریستوفر گریناپ (Christopher Greenup) (حدود ۱۷۵۰ تا ۲۷ آوریل ۱۸۱۸ میلادی)، سیاستمدار آمریکایی بود که به عنوان نماینده ایالات متحده و سومین فرماندار کنتاکی بود. در مورد سال‌های اولیه زندگی او اطلاعات کمی در دسترس است؛ اولین موارد ثبت‌شدهٔ قابل اعتماد در مورد او، اسنادی است که خدماتش را در جنگ انقلابی را ثبت کرده، در حالیکه به عنوان رسدبان یکم (ناوبان یکم) در ارتش قاره‌ای و سرهنگ در شبه‌نظامیان ویرجینیا خدمت می‌کرد.
گریناپ پس از خدماتش در جنگ، به آرامسازی مناطق فرا-آپالاشی ویرجینیا کمک کرد. او در سیاست درگیر شده و نقش فعالی را در سه تا از ده قراردادهای ایالتی ایفا کرد که در آن جدا شدن کنتاکی از ویرجینیا در ۱۷۹۲ میلادی تثبیت شد. او یکی از اولین نمایندگان ایالتی بود و در مجمع عمومی کنتاکی قبل از انتخاب شدنش به عنوان فرماندار خدمت کرد، در رقابتی که به دلیل معروفیت بالایش بدون معارض برنده شد.
دوره گریناپ در این سمت با اتهاماتی مبنی بر شراکت او در «تئوری توطئه بر» جهت تطبیق کنتاکی با اسپانیا قبل از جدایی کنتاکی از ویرجینیا خدشه دار شده بود، اما او قویاً و به‌طور موفقیت‌آمیزی این اتهامات را رد کرد. پس از دورهٔ تصدی‌اش به عنوان فرماندار، در حوضه‌های سیاسی فعالیت کمتری داشت. در ۲۷ آوریل ۱۸۱۸ میلادی فوت کرد. شهرستان گریناپ، کنتاکی و مرکز آن شهرستان هردو به افتخار او نامگذاری شده‌اند.

## اوان زندگی در ویرجینیا
کریستوفر گریناپ به احتمال زیاد در شهرستان فرفکس در مستعمرات ویرجینیا حول ۱۷۵۰ میلادی بدنیا آمد. والدین او جان و الیزابت (ویتن) گریناپ بودند. تحصیلات ابتدایی او در مدارس محلی این ناحیه بودند. او نقشه‌برداری و حقوق را تحت تدریس سرهنگ چارلز بینز در شهرستان شهر چارلز ویرجینیا فرا گرفت. طی جنگ انقلابی آمریکا در هنگ قاره‌ای افزوده به عنوان ناوبان یکم (رسدبان یکم) خدمت کرد و ممکن است در براندی‌وین و جرمن‌تاون عملیاتی را دیده باشد. او از مأموریتش طی اردوکشی دره فورج در ۱۷۷۸ میلادی انصراف داد، اما بعدها به عنوان سرهنگ در قالب شبه‌نظامیان ویرجینیا خدمت نمود.
گریناپ در ۱۷۸۱ میلادی کمک کرد تا ناحیه‌ای که اکنون به شهرستان لینکلن کنتاکی شناخته می‌شود را آرام سازد، جایی که به عنوان نقشه‌بردار و دلال زمین فعالیت نمود. او در ۱۷۸۲ میلادی جهت انجام امور حقوقی در دادگاه شهرستان پذیرفته شد. پس از ایجاد شهرستان کنتاکی در ۱۷۸۳ میلادی در ویرجینیا در هیئت وکلای دادگاه بخش هارودسبورگ پذیرفته شد و از ۱۷۸۵ تا ۱۷۹۲ میلادی به عنوان کارمند دفتری خدمت نمود. او در ۱۷۸۳ میلادی به یکی از متولیان اصلی «مدرسه علوم دینی ترانسیلوانیا» (بعدها به «دانشگاه ترانسیلوانیا» تبدیل شد) مبدل شد. او دو دسته زمین در لکسینگتون خرید و به عنوان دبیر متولیان شهر خدمت نمود.
گریناپ در ۱۷۸۵ میلادی به عنوان نماینده شهرستان فیت برای یک دوره در خانه نمایندگان ویرجینیا انتخاب شد. او طی دوره خدمتش به همراه بنجامین لوگان و جیمز گارارد مسئول یک کمیته جهت توصیه در رابطه با تقسیم‌بندی بیشتر ناحیه‌ای شد که بعدها به آن کنتاکی گفتند. همچنین این کمیته مسئول بازبینی کنش‌ها و نقشه‌برداری خشکی و آب در آن ناحیه بود. این کمیته در نهایت ایجاد سه شهرستان جدید به نام‌های بوربون، مدیسون و مرسر را توصیه کرد. هنگامی که شهرستان مرسر اواخر همان سال ایجاد شد، گریناپ در آنجا به عنوان یک قاضی انتخاب شد. در ۱۷۸۶ میلادی، گریناپ به عنوان متصدی در هیئت اعضامی علیه شاونیز در شهرستان اوهایو خدمت کرد.
طی این زمان گریناپ به پیشه حقوق در شهرستان فایت ادامه داد و چندین مورد دیگر از علاقه‌مندی‌هایش را نیز دنبال کرد. او عضو مؤسس باشگاه سیاسی دانویل بود و در ۱۷۸۷ میلادی به جامعه کنتاکی برای ترویج دانش مفید پیوست. فرمانداران آینده کنتاکی چون ایساک شلبی و جیمز گارارد و همچنین قاضی دیوان عالی آینده، توماس تاد نیز از اعضای این جامعه بودند. در ۱۷۸۹ میلادی او به سازماندهی جامعه صنعتگران کنتاکی پیوست. بعدها او در شرکت رودخانه کنتاکی مشغول به کار شد که خود را وقف ارتقاء زیرساخت‌های رودخانه کنتاکی کرده بودند.
در ۹ ژوئیه ۱۷۸۷، گریناپ طی بازگشت مختصری به ویرجینیا با مری کاترین («کتی») پاپ اهل شهرستان هانوفر ویرجینیا ازدواج کرد. این زوج دو فرزند داشتند، نانسی و ویلیام.

## حرفه سیاسی در کنتاکی
گریناپ به عنوان دبیر اولین عهدنامه ایالتی کنتاکی در دنویل طی ۱۷۸۴ میلادی خدمت کرد. او به عنوان نماینده دومین و ششمین عهدنامه‌های ایالتی به ترتیب در ۱۷۸۵ و ۱۷۸۸ میلادی انتخاب شد و متولی شهر دنویل در ۱۷۸۷ میلادی بود. اچ.ئی. اورمن، زندگی‌نامه‌نویس همکار نماینده‌اش جیمز گارارد خاطرنشان کرد که با وجود پس زمینهٔ قانونی فوق‌العاده و تجربه قانونگذاری گریناپ، نقص در مهارت‌های سخنرانی‌اش او را از ایفای نقش رهبری در معاهدات بازداشت.
هنگامی که کنتاکی در ۱۹۷۲ میلادی به اتحادیه پیوست، گریناپ به فرانکفورت نقل مکان کرد و در آنجا به دلیل تلاش‌هایی که برای ایالت کرد، به عنوان گزینش‌گر سناتورها و فرمانداران ایالت انتخاب شد. همچنین او در اولین سنای کنتاکی خدمت نمود. سپس در سمت «استماع و قطع» دادگاه قرار گرفت، اما بلافاصله از پذیرش کرسی در مجلس نمایندگان ایالات متحده انصراف داد. او یکی از دو نماینده اول خانه نمایندگان بود و به مدت سه دوره پیاپی انتخاب شد و از ۹ نوامبر ۱۷۹۲ تا ۳ مارس ۱۷۹۷ میلادی خدمت نمود. در ۱۷۹۸ میلادی در مجلس نمایندگان کنتاکی انتخاب شد و از شهرستان مرسر نمایندگی کرد. همچنین او به عنوان دبیر سنای ایالتی از ۱۷۹۹ تا ۱۸۰۲ میلادی خدمت نمود.
گریناپ کاندیدای فرماندار کنتاکی در ۱۸۰۰ میلادی بود، اما برنده دوم پس از جیمز گارارد در یک رقابت چهار نفره بود که شامل بنجامین لوگان و توماس تاد نیز می‌شد. گریناپ اکثریت آرا را در پانزده شهرستان جمع‌وری کرد که تنها یکی کمتر از گارارد بود، اما گارارد از حمایت قوی در شهرستان‌های پرجمعیت کنتاکی مرکزی نفع برده و ۸۳۹۰ رأی دریافت کرد، در مقایسه با ۶۷۴۶ رأی گریناپ و ۳۹۹۶ رأی لوگان و ۲۱۶۶ رأی تاد. گارارد، گریناپ را به عنوان قاضی دادگاه مداری در ۱۸۰۲ تعیین کرد. پس از این که سنای کنتاکی از تأیید دبیر ایالتی گارارد، هری تولمین به عنوان ثبت کنندهٔ دفتر سرزمینی خودداری نمود، گارارد گریناپ را نامزد کرد. با این حال گریناپ تمایل داشت تا در یک دور دیگر فرمانداری شرکت کرده و به درخواست او گارارد چند روز بعد از نامزدی عقب‌نشینی نمود.
گریناپ از قضاوت مداری خود در ۵ ژوئن ۱۸۰۴ میلادی انصراف داد تا در یک دور دیگر فرمانداری شرکت کند. او که شدیداً معروف بود بلامعارض در این رقابت تاخت و به عنوان فرماندار از ۴ سپتامبر ۱۸۰۴ میلادی تا ۱ سپتامبر ۱۸۰۸ میلادی خدمت نمود. طی مدیریت گریناپ، ایالت برای «بانک کنتاکی» و «شرکت کانال اوهایو» مجوز صادر نموده و گریناپ هدایتگر بانک کنتاکی در ۱۸۰۷ میلادی شد. با این حال او با وجود معروفیتش قادر نبود تا عمدهٔ دستورالعمل پیشنهادیش را به جریان بیندازد. این دستورالعمل شامل ارائه تحصیلات عمومی و اصلاح شبه‌نظامیان، دادگاه‌ها، سامانه درآمدی و سامانه کیفری بود.
یکی از روزنامه‌های متعصب فرانکفورتی دلالت بر این داشت که گریناپ در تئوری توطئهٔ بر نقش داشته‌است، اما او موفق شد از خودش دفاع کرده و سابقه خود را حفظ کند. گریناپ از شبه‌نظامیان کنتاکی در طول رود اوهایو استفاده کرد تا از ایالت در مقابل هرگونه تهدید احتمالی ناشی از توطئهٔ بر دفاع کند، اما این تهدید تا ۱۸۰۷ میلادی به‌طور وسیع ناپدید شد.
گریناپ پس از دوره تصدی خود به عنوان فرماندار، به عنوان گزینشگر ریاست جمهوری در صورت نامزدهای حزبی جیمز مدیسون و جورج کلینتون انتخاب شد. در ۱۸۱۲ میلادی، او قاضی صلح شهرستان فرانکلین شد. در اوت ۱۸۱۲ میلادی، دبیر ایالتی کنتاکی، مارتین دی. هاردین به فرماندار ایساک شلبی توصیه نمود که گریناپ به عنوان دستیار دبیر ایالتی گماشته شود. شلبی قرار ملاقات را تعیین کرده و هنگامی که هاردین در ۱۵ دسامبر ۱۸۱۲ میلادی انصراف داد، شلبی گریناپ را به عنوان جایگزین خود نامزد کرد. سنای کنتاکی این نامزدی را در ۳ فوریه ۱۸۱۳ میلادی تأیید کرده و گریناپ تا زمان استعفایش در ۱۳ مارس ۱۸۱۳ میلادی در این سمت خدمت نمود.

## کتابشناسی
- کریستوفر گریناپ در دایرکتوری زندگی‌نامه‌ای کنگره ایالات متحده

- Clark, Thomas D.; Margaret A. Lane (2002). The People's House: Governor's Mansions of Kentucky. The University Press of Kentucky. ISBN 0-8131-2253-8.
- Encyclopedia of Kentucky. New York City, New York: Somerset Publishers. 1987. ISBN 0-403-09981-1.
- Everman, H.E. (1981). Governor James Garrard. Cooper's Run Press.
- Harrison, Lowell H. (1992). "Greenup, Christopher".  In Kleber, John E. (ed.). The Kentucky Encyclopedia. Associate editors: Thomas D. Clark, Lowell H. Harrison, and James C. Klotter. Lexington, Kentucky: The University Press of Kentucky. ISBN 0-8131-1772-0.
- Hopkins, James F. (2004). "Christopher Greenup".  In Lowell Hayes Harrison (ed.). Kentucky's Governors. Lexington, Kentucky: The University Press of Kentucky. ISBN 0-8131-2326-7.
- "Kentucky Governor Christopher Greenup". National Governors Association. Retrieved April 4, 2012.
- Powell, Robert A. (1976). Kentucky Governors. Danville, Kentucky: Bluegrass Printing Company. ASIN B0006CPOVM. OCLC 2690774.
- "Secretary of State Christopher Greenup". Kentucky Secretary of State. Archived from the original on 4 November 2010. Retrieved May 9, 2011.
- Speed, Thomas (1894). The Political Club, Danville, Kentucky, 1786–1790. John P. Morton.
- Trowbridge, John M. "Kentucky's Military Governors". Kentucky National Guard History e-Museum. Kentucky National Guard. Archived from the original on May 27, 2010. Retrieved April 23, 2010.
- Ward, Harry M. "Greenup, Christopher" (1750-1818), governor and congressman. American National Biography. Retrieved 24 Oct. 2021.